# Gare d'Osaka-Uehommachi
La gare d'Osaka-Uehommachi (大阪上本町駅, Ōsaka-Uehommachi-eki) est une gare ferroviaire de la ville d'Osaka au Japon. Elle est située dans l'arrondissement de Tennōji. La gare est gérée par la compagnie Kintetsu.

## Situation ferroviaire
La gare d'Osaka-Uehommachi marque la fin de la ligne Kintetsu Namba et le début de la ligne Kintetsu Osaka.

## Histoire
La gare est inaugurée le 30 avril 1914 sous le nom de gare d'Uehommachi (上本町駅). Elle est renommée gare d'Osaka-Uehommachi en 2009, pour l'ouverture de l'interconnexion avec la ligne Hanshin Namba.

## Service des voyageurs

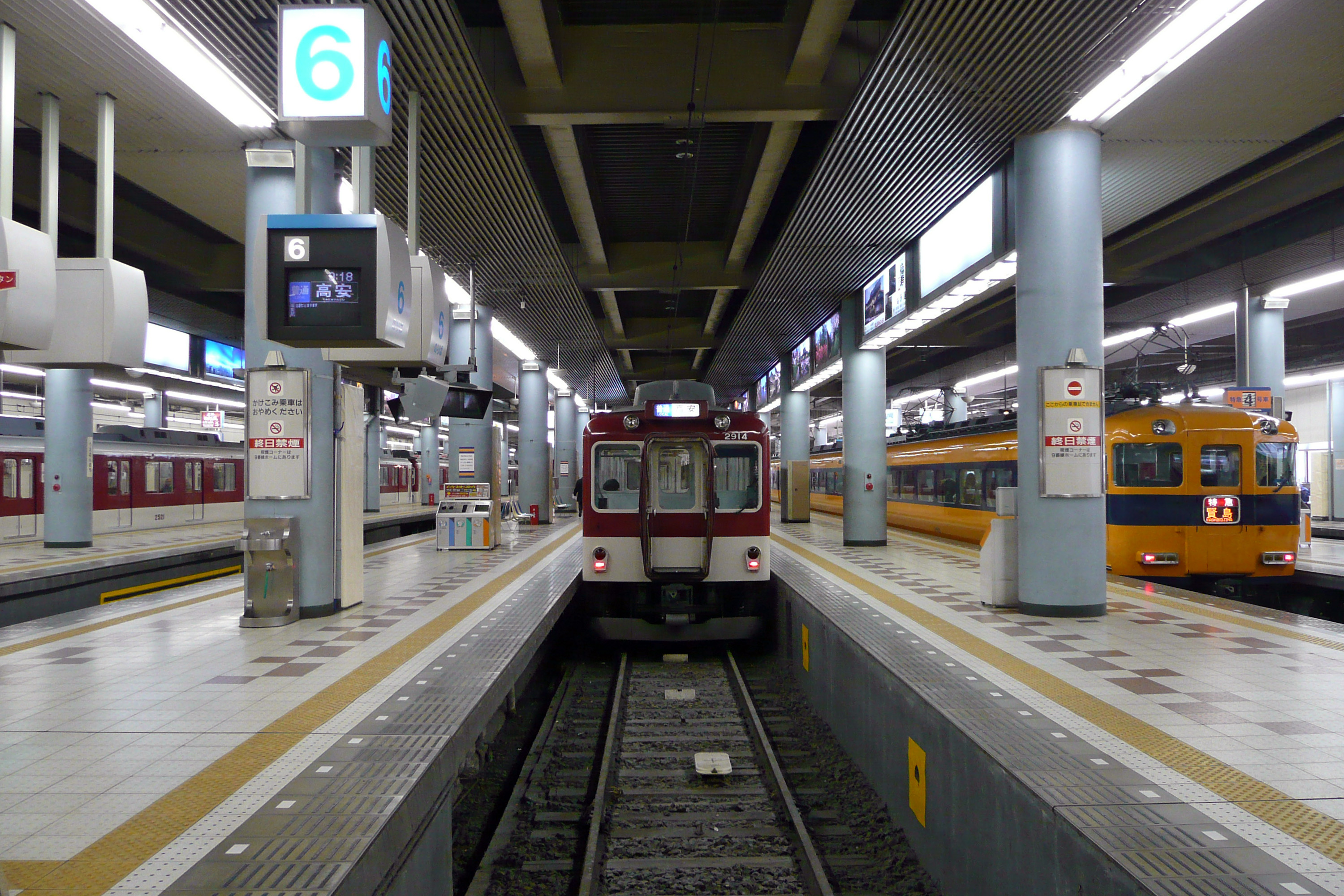
Vue des quais terminus

### Accès et accueil
La gare dispose d'un bâtiment voyageurs, avec guichet, ouvert tous les jours. Elle se compose d'une gare terminus en surface (voies 3 à 9) et d'une gare de passage en souterrain (voies 1 et 2).

### Desserte
- Ligne Kintetsu Nara :
  - voie 1 : direction Ikoma, Yamato-Saidaiji et Kintetsu-Nara (trains express pour Kintetsu-Nagoya et Kashikojima)
- Ligne Kintetsu Namba :
  - voie 2 : direction Osaka-Namba (interconnexion avec la ligne Hanshin Namba pour Amagasaki)
- Ligne Kintetsu Osaka :
  - voies 3 à 8 : direction Kawachi-Kokubu, Yamato-Yagi et Ise-Nakagawa
  - voie 9 : trains express pour Kintetsu-Nagoya et Kashikojima

### Intermodalité
La station de métro Tanimachi 9-chome (lignes Sennichimae et Tanimachi) est située à proximité de la gare.

## Dans les environs
- Siège de Kintetsu Corporation
- Ikukunitama-jinja